# Gulsara
Gulsara (Гюльсара / Gyul'sara) est une musique de scène composée par Reinhold Glière en 1936 pour accompagner une pièce ouzbèke traitant de la libération de la femme orientale. Un opéra fut tiré du même sujet par le compositeur en 1949 avec l'aide de Talib Sadykov. La partition requiert notamment l'usage de deux safaïls (instrument à percussion ouzbek de la famille des sistres) ou deux tambourins.

## Instrumentation
| Instrumentation de Gulsara                                                                                          |
| Cordes |
| premiers violons, seconds violons, altos, violoncelles, contrebasses, 2 harpes                                      |
| Bois |
| piccolo, 3 flûtes, 2 hautbois, 2 cors anglais, 3 clarinettes en si, clarinette basse en si, 3 bassons, contrebasson |
| Cuivres |
| 6 cors en fa, 3 trompettes en si, 3 trombones, tuba                                                                 |
| Percussions |
| 2 timbales, 2 tambours militaires, 2 safaïls (ou 2 tambourins), triangle, cymbales, grosse caisse                   |